# Luis Iribarne O'Connor
Luis Iribarne O'Connor, más conocido por el nombre artístico de Iribarne O'Connor (Almería, 27 de abril de 1868 — Madrid, 14 de diciembre de 1928) fue un tenor lírico español de finales del siglo XIX e inicios del siglo XX.

## Biografía
Nació a finales del siglo XIX en Almería en la calle que hoy lleva su nombre. Su padre era Luis Iribarne y Gutiérrez de Lara y su madre Alicia O'Connor.
Desde muy joven se interesó por el canto y su primera formación la recibió de su madre Alicia. Estudió piano y canto con don Enrique Villegas, que era director de la Banda Municipal. Su novia Lolita Villegas y el concertista de guitarra José Pujol le animaron a dedicarse al teatro, iniciando así su carrera con gran éxito.

## Trayectoria
Actuó en teatros de Madrid, Barcelona y del extranjero. Cantó Falstaff de Verdi en el Teatro Regio de Turín el 30 de diciembre de 1893. Tuvo la oportunidad de cantar en el Gran Teatro del Liceo de Barcelona, en las representaciones de La traviata de Verdi, o Mefistófeles de Arrigo Boito en 1901, participando por ejemplo en el estreno de la ópera Los Pirineos (I Pirinei) de Felipe Pedrell en diciembre de 1901, en el papel de Miraval.
El día 3 de diciembre de 1905 cantó el Lohengrin de Richard Wagner a beneficio de la ciudad de Almería.
Cuando perdió la voz se retiró de los escenarios. Se dedicó en Madrid a la enseñanza de la música. Fue Maestro de afamados cantantes como el tenor navarro Isidoro de Fagoaga Larrache, la mezzo valenciana Aurora Buades o el tenor vasco Jesús Aguirregaviria Onaindía, más conocido por su nombre artístico de Jesús Gaviria y que, andando el tiempo, sería el marido de la soprano almeriense de Tíjola, Fidela Campiña.
Falleció de un ataque cardíaco el 14 de diciembre de 1928 en su domicilio en la calle Echegaray, 35 de Madrid. Su ciudad le dedicó la calle "Tenor Iribarne" donde nació, junto al centro urbano de Almería.